# Корабельный устав Военно-морского флота Российской Федерации
Корабе́льный уста́в Вое́нно-морско́го фло́та Росси́йской Федера́ции (Корабельный устав ВМФ РФ; в обиходе — Корабельный устав) — нормативно-правовой акт, свод положений, правил и норм, регламентирующих организацию корабельной службы Военно-морского флота Российской Федерации. Введён в действие с 31 июля 2022 года (указ президента Российской Федерации от 31.07.2022 № 511 «Об утверждении Корабельного устава Военно-Морского Флота»).
Требования Устава обязательны для экипажей кораблей, катеров и шлюпок, которые несут Военно-морской флаг Российской Федерации и флаги вспомогательных судов ВМФ, а также для всех лиц, временно пребывающих на кораблях и плавсредствах ВМФ РФ.

## Основные задачи Устава
- Обеспечение высокой боевой готовности кораблей
- Регламентирование организации боевой подготовки кораблей
- Обеспечение безопасности кораблей в море и в местах базирования
- Регламентирование обязанностей должностных лиц кораблей и их соединений
- Определение правил несения службы корабельных дежурств, вахт, нарядов[2]

## История создания Устава
История создания и совершенствования Корабельного (Морского) устава неразрывно связана с историей зарождения и развития Военно-морского флота России.

### Период Русского царства и Российской империи
Первый нормативно-правовой документ, касающийся корабельного дела, был создан в 1667 году под названием «34 статьи артикулярных». В 1668 году он был дополнен до 64 статей.
В 1720 году был разработан Морской устав, в котором устанавливались права и обязанности флотских должностных лиц, принципы организации флота, его строительства, а также способы ведения боевых действий. Морской устав увидел свет в редакциях 1797, 1804, 1853, 1872, 1895 и 1914 годов.

### Период СССР
Термин «Корабельный устав» появился в РККФ в 1925 году. В советский период Устав (с 1939 года — Корабельный устав Военно-морского флота СССР) выпускался 8 раз: в редакциях 1932, 1939, 1943, 1951, 1959, 1967, 1978 и 1986 годов.

### Период Российской Федерации
В 1995 году приказом Главнокомандующего ВМФ № 309 был введён Корабельный устав Военно-морского флота Российской Федерации. Он действовал до 1 марта 2002 года, когда приказом Главнокомандующего ВМФ № 350 от 1 сентября 2001 года был введён в действие новый Корабельный устав ВМФ РФ.
31 июля 2022 года указом президента России № 511 был утверждён новый Корабельный устав Военно-морского флота.

## Основное содержание Устава
В Корабельном уставе с учётом многовекового опыта войны на море определены наиболее целесообразные принципы организации повседневной службы корабля, боевой подготовки, воспитательной и правовой работы, борьбы за живучесть корабля. В нём регламентируются обязанности основных должностных лиц корабля и корабельных соединений, правила несения службы корабельных дежурств, вахт, нарядов, военно-морские ритуалы.